# Кріанги
Кріанги (варіанти написання: Kriang, Griang, Khiang, Kuriang, Nkriang, Ngkriang) або нге (варіанти написання: Nge, Nghe, Ngeh, Ngeq, Ngae, Nhae) — один із 49 офіційно визнаних народів Лаосу. Живуть у гірських районах на півдні країни.
Власна назва — кріанг.

## Чисельність і розселення
Чисельність кріангів за даними перепису населення Лаосу 2015 року становила 16 807 осіб, це 0,3 % населення країни. За даними перепису 2005 року в Лаосі проживало 12 879 кріангів (6375 чоловіків та 6504 жінок). Абсолютна більшість їх жила в трьох провінціях Секонг — 7960 осіб, Сараван — 2317 осіб та Тямпасак — 2199 осіб.
Більшість кріангів живе в провінції Секонг (райони Тхатенг, Ламам, Калеум); окремі громади є в провінціях Сараван (райони Сараван, Лаонгарм, Кхонгседон) та Тямпасак (райони Бачіангчалеунсук і Паксонг). Регіон має мішане в етнічному плані населення. Поруч із селами кріангів розташовані села алаків, таой, кату, лавенів, суай, лаосців; є багато сіл, в яких кріанги живуть разом із представниками інших народів.
Доступ до багатьох районів провінції Секонг ускладнений через відсутність доріг, особливо між у районах річкою Секонг та в'єтнамським кордоном.

## Мова
Говорять мовою кріанг (код ISO 639-3: ngt), яка належить до катуйської гілки австроазійських мов. Існує 3 основних діалекти: кріанг-ко (Kriang Coh, біля Саравана), кріанг-тхатенг (Kriang Tha Taeng, уздовж річки Секонг, особливо в районах Ламам і Тхатенг) і кріанг-кхуонг (Kriang Khoung, біля водоспадів Секонга); діалект клор (Khlor, Klor, Lor) вважають окремою мовою.
Кріанг — ізолююча нетональна SVO-мова, голосні мають 2 типи фонації.
Мова кріанг перебуває в активному використанні. Значна частина кріангів одномовна, але багато їх користується також лаоською. Рівень писемності (лаоською) становить 33 % (52 % серед чоловіків і 15 % серед жінок). 69 % ніколи не відвідували школу.

## Історія
Через віддаленість та важкодоступність районів проживання кріангів та інших мон-кхмерських народів ці області тривалий час лишалися ізольованими й протягом століть були позбавлені зовнішніх впливів, принаймні до війни у В'єтнамі. Згодом гірські народи стали цілими селами переселятись на рівнини; вони оселялися біля доріг, які забезпечували їм доступ до зовнішнього світу. Ця міграція призвела до більш тісних контактів між кріангами та етнічними лаосцями, спонукала їх до засвоєння лаоської мови.

## Вірування
96 % кріангів дотримується традиційних вірувань, 4 % християни.
Традиційні вірування включають елементи анімізму, шаманізму, культ предків. Шамани й досі домінують у суспільстві кріангів. Вони контролюють всі контакти між людьми та духовним світом. Для вгамування злих духів пропонуються жертви (рис, яйця). В селах є спеціальні хатинки для духів, перед якими шамани здійснюють жертвоприношення. У квітні місяці впродовж семи днів кріанги вшановують своїх предків.
Серед кріангів існує одна з найбільших громад християн на півдні Лаосу, яка налічує принаймні 600 вірян, що належать до різних церков. До 1975 року в Лаосі діяло багато християнських місіонерів. Існує писемність на основі лаоського письма. Мовою кріанг перекладена частина Біблії.

## Побут
Традиційний жіночий костюм кріангів складався із саронгу, сорочки з короткими рукавами та своєрідної накидки. Весь одяг був із бавовни. Саронг та сорочка були червоними з горизонтальними смугами різних кольорів. Накидка була чорна або темно-синя з червоними смужками на шиї. Кріанзькі чоловіки носили лише пов'язки на стегнах, залишаючи верхню частину тіла голою.
Останнім часом традиційне вбрання повністю зникло. В жінок йому на зміну прийшов довгий шматок купованої натільної тканини, зав'язаний на рівні грудей, який прикриває тіло й ноги аж до щиколоток. Наступним кроком у зміні одягу стало використання лаоських саронгів, блузок та футболок, які купують на базарах. Старше покоління вдягає сучасне вбрання відвідуючи інші села, а молоде покоління, більше орієнтоване на моду, вдягає його постійно, навіть при виконанні домашньої роботи. Чоловіки тепер вдягаються в короткі штани та футболки, але старше покоління все ще залишає верхню частину тіла неприкритою.
Кріанзькі жінки люблять носити намиста зі скляних намистин (їх може бути кілька) й прості латунні браслети. Як і раніше, вони зав'язують волосся вузлом на потилиці.
У багатьох селах всі люди з восьми років вже палять тютюн.